# Моццаника
Моццаника (итал. Mozzanica) — коммуна в Италии, находится в регионе Ломбардия, подчиняется административному центру Бергамо.
Население составляет 4623 человека, плотность населения составляет 435 чел./км². Занимает площадь 9 км². Почтовый индекс — 24050. Телефонный код — 0363.
Покровителем коммуны почитается святой первомученик Стефан, диакон, празднование в четвёртое воскресенье сентября.